# Parigi-Camembert 1951
La Parigi-Camembert 1951, dodicesima edizione della corsa e valida come evento del circuito UCI categoria CB1.1, si svolse il 27 marzo 1951. Fu vinta dal francese Jean Baldassari.

## Ordine d'arrivo (Top 10)
| Pos. | Corridore        | Squadra            | Tempo |
| ---- | ---------------- | ------------------ | ----- |
| 1    | Jean Baldassari  | Mercier-Hutchinson |       |
| 2    | Roger Creton     | Gitane             |       |
| 3    | Robert Varnajo   | Gitane             |       |
| 4    | Bernard Gauthier | Mercier-Hutchinson |       |
| 5    | Attilio Redolfi  | Mercier-Hutchinson |       |
| 6    | Lucien Maelfait  | Rochet             |       |
| 7    | Albert Dubuisson | Rochet             |       |
| 8    | Jean Guéguen     | Mercier-Hutchinson |       |
| 9    | Jacques Renaud   | Mercier-Hutchinson |       |
| 10   | Georges Guillier | Bottecchia         |       |